# Alla Borissowna Pokrowskaja

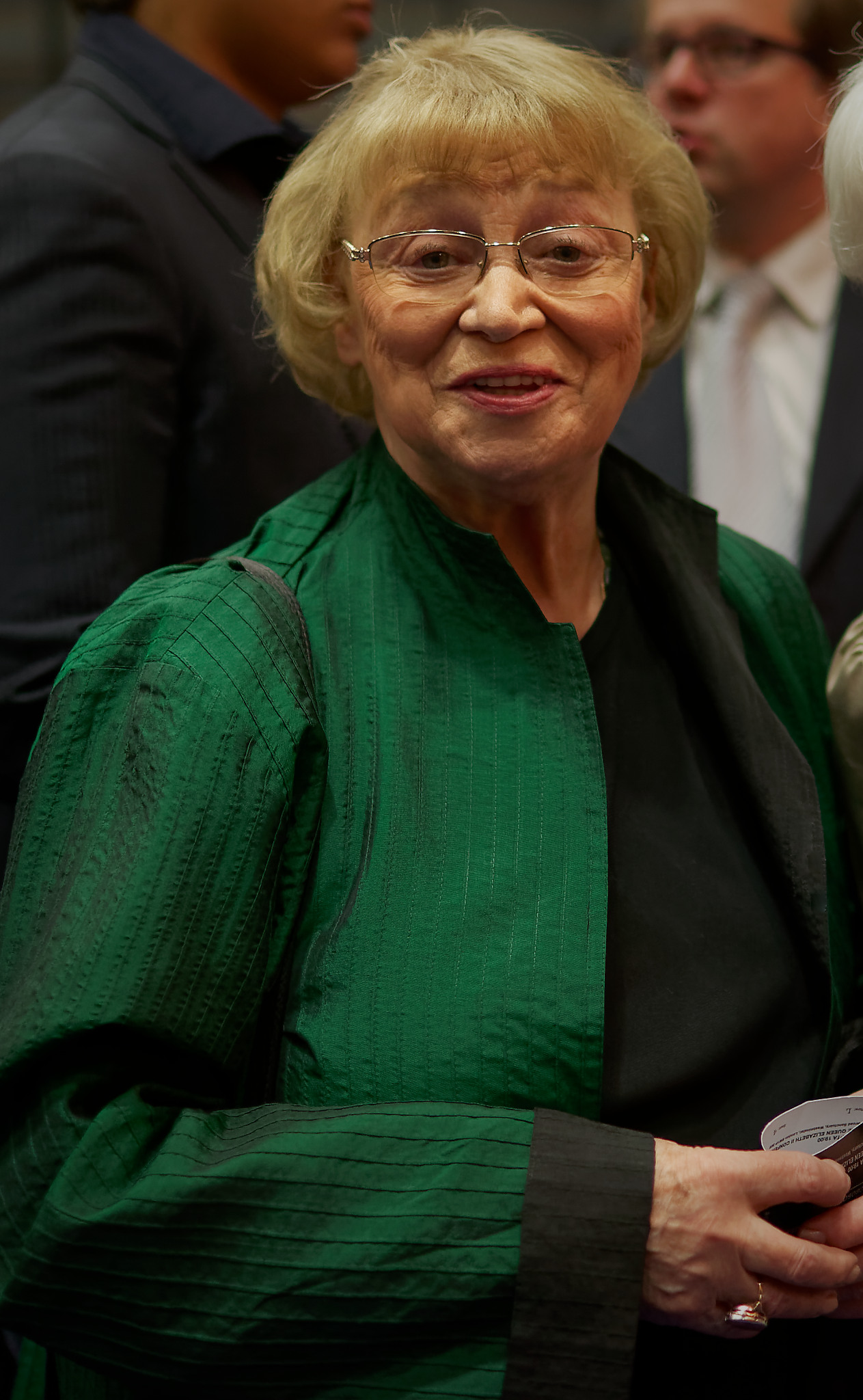
Alla Borissowna Pokrowskaja (2012)

Alla Borissowna Pokrowskaja (russisch Алла Борисовна Покровская; * 18. September 1937 in Moskau; † 25. Juni 2019 ebenda) war eine sowjetische bzw. russische Theater- und Filmschauspielerin, Bühnenregisseurin und Theaterpädagogin.

## Leben
Pokrowskaja war die Tochter des Opernregisseurs Boris Pokrowski und der Bühnenregisseurin Anna Nekrassowa und Urenkelin mütterlicherseits des Aufklärers und Humanisten Iwan Jakowlew. Sie wollte Schauspielerin werden, aber dem Wunsch der Eltern gemäß begann sie das Studium am Moskauer Pädagogischen Institut in der Philologie-Fakultät. Nach einem Jahr brach sie das Studium ab und lernte im Theaterkreis beim Moskauer Haus des Lehrers. Dank dieser Vorbereitung konnte sie in die Studioschule des Moskauer Akademischen Kunsttheaters (MChAT) eintreten und bei Wiktor Stanizyn studieren (Abschluss 1059). Darauf wurde sie in die Truppe des Moskauer Sowremennik-Theaters aufgenommen, in der sie 45 Jahre lang arbeitete. Gründer und Leiter des Theaters war Oleg Jefremow, den sie heiratete.
Ab 1979 lehrte Pokrowskaja an der MChAT-Studioschule mit Ernennung zur Professorin der Schauspieler-Fakultät. Auch beteiligte sie sich an der Stanislawski-Sommerschule des MChAT und der Carnegie Mellon University in Cambridge.
In die MChAT-Truppe wurde Pokrowskaja 2004 aufgenommen unter Beibehaltung der Zusammenarbeit mit dem Sowremennik-Theater. Insgesamt in 47 Spielfilmen hatte sie in den Jahren 1969–2011 gespielt. Als Regisseurin war sie in den Jahren 2000–2012 tätig.
Im März 2014 während der Krim-Annexion sprach sich Pokrowskaja mit ihrem Son Michail Jefremow gegen die russische Politik gegenüber der Ukraine und der Krim aus.
Pokrowskaja litt an einer Lebererkrankung und starb in Moskau am 25. Juni 2019 an einer Blutvergiftung. Nach einer Trauerfeier im MChAT wurde sie auf dem Friedhof Trojekurowo neben ihrer Mutter begraben.

## Ehrungen, Preise
- Verdiente Künstlerin der RSFSR (1974)
- Volkskünstlerin der RSFSR (1985)[1]
- Stanislawski-Preis (1998)[1]
- Orden der Freundschaft (1998)[8]
- Tschaika-Theateroreis (2004)
- Orden der Ehre (2008)[1]
- Goldene Maske (2018)[3]